# Arabati-Baba-Tekke

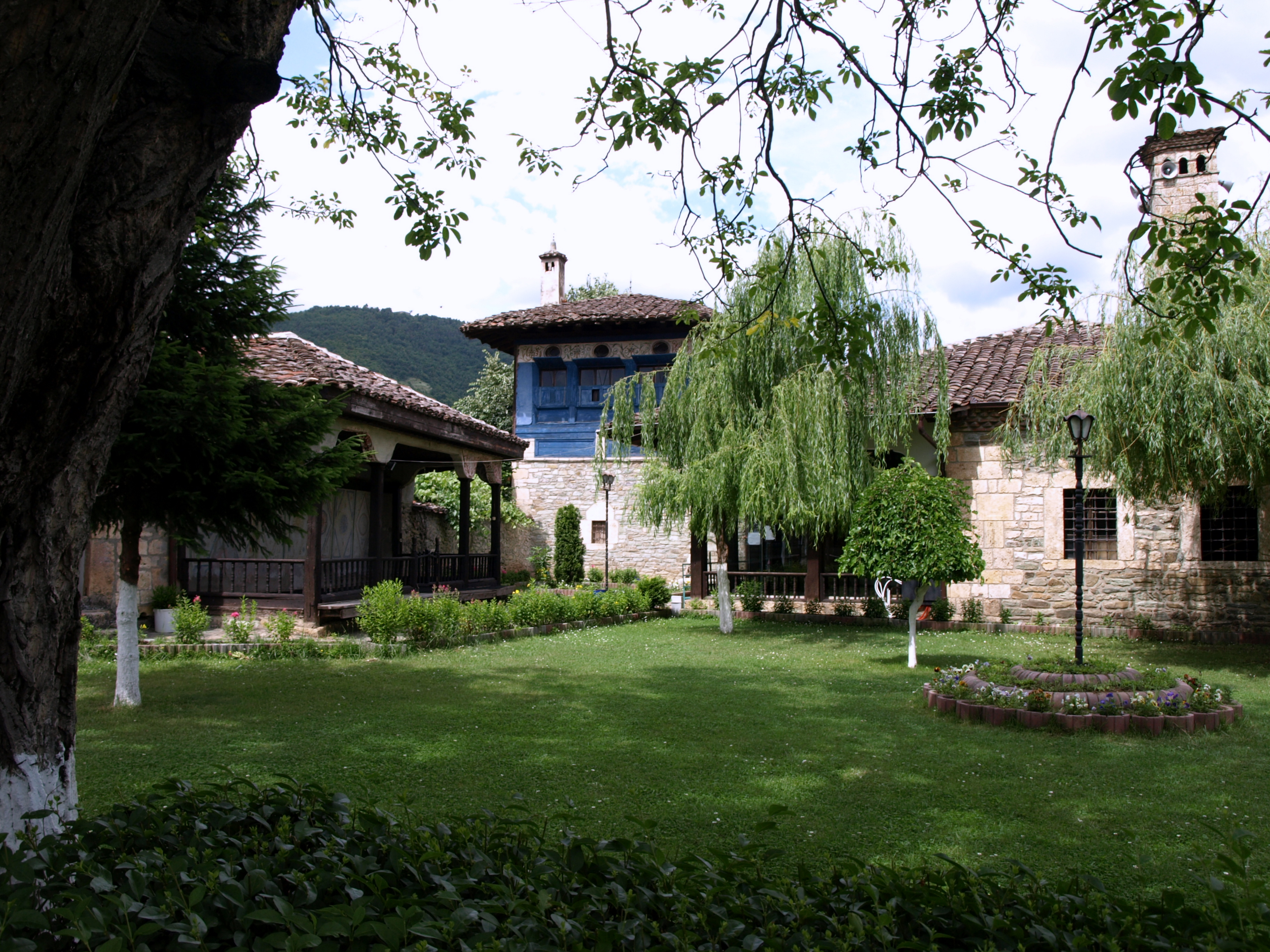
Die Arabati-Baba-Tekke (2008)

Die Arabati-Baba-Tekke (mazedonisch Арабати баба-теќе, albanisch Teqja e Baba Harabatit, türkisch Harabati Baba Tekkesi) ist eine Tekke der Bektaschi in der nordmazedonischen Stadt Tetovo. Die Tekke wurde ursprünglich im Jahre 1538 um die Türbe des Sersem Ali Baba, eines osmanischen Derwischs, errichtet. 1799 gründete ein Waqf, zur Verfügung gestellt von Rexhep Pasha, die heutigen Ländereien der Tekke. Dessen Grab befindet sich im Garten des Schreins.

## Geschichte
Gemäß der Legende war Ali ein Wesir des osmanischen Sultans Süleymans des Prächtigen, der einen Traum hatte, der ihn dazu inspirierte, die Dienste des Sultans zu verlassen und sich dem Pfad der Sufisten zu widmen. Nachdem der Sultan das gehört hatte, antwortete er: „Wenn du ein sersem (Narr) sein willst, dann gehe.“ Anschließend wurde Ali als Sersem Ali Baba bekannt.
Sersem Ali begab sich schließlich nach Tetovo, um sich dort niederzulassen, damals eine unbedeutende Kleinstadt des Osmanischen Reiches. Er zog eine große Anzahl von gleichgesinnten Mystikern an; einer davon war Harabati Baba, der eine Türbe auf der Seite der heutigen Tekke baute, nachdem er das Vorhandensein einer Kerze bemerkte, ein symbolisches Bild in der Bektaschi-Überzeugung, wo es vorher keine gab.
Im Jahre 1945 wurde der Tekke-Verein (dergâh) geschlossen, 1948 wurde die Tekke von Banditen in Brand gesetzt. Während der jugoslawischen Ära wurde der Schrein zu einer touristischen Einrichtung umgewidmet; es wurden ein Hotel, ein Lokal und eine Disko eingerichtet. Mit dem Zerfall Jugoslawiens wurde durch die Wiedereröffnung des Winterhauses und des Zentralhauses der Tekke-Verein wiederbelebt. Nach dem Rahmenabkommen von Ohrid 2001 wurden die als Hotel und Restaurant genutzten Bereiche geschlossen.

## Kontroverse
Im Jahre 2002 drang eine Gruppe von bewaffneten Mitgliedern der Islamischen Gemeinschaft Mazedoniens (ICM), der legal anerkannten Organisation, die den Anspruch erhebt, alle Muslime in Mazedonien zu vertreten, in die Arabati-Baba-Tekke ein und versuchte, es in eine Moschee umzuwidmen, obwohl die Anlage nie als solche genutzt wurde. Anschließend hat die Bektaschi-Gemeinschaft Mazedoniens unter der Leitung von Baba Edmond Brahimaj die Regierung verklagt, da sie es versäumt habe, die Tekke für die Bektaschi-Gemeinschaft wiederherzustellen – gemäß dem Gesetz aus den frühen 1990er Jahren, wonach unter der jugoslawischen Regierung Verstaatlichtes zurückgeben werden soll (das Gesetz befasst sich allerdings eher mit der Rückerstattung an Privatpersonen als an religiöse Gemeinschaften). Der Anspruch der ICM auf die Tekke basiert auf ihrer Behauptung, sie vertrete alle Muslime in Mazedonien; sie ist eine der nur zwei muslimischen Organisationen, die durch die mazedonische Regierung anerkannt wurden – beide sunnitisch. Die schiitische Bektaschi-Gemeinde hat 1993 bei der Regierung ebenfalls eine Bitte um Anerkennung als getrennte Religionsgemeinschaft eingereicht, allerdings wurde die Anerkennung verweigert.
Im März 2008 haben ICM-Mitglieder, die auf dem Gelände der Anlage hockten, die Kontrolle über zusätzliche Gebäude übernommen, Besucher der Tekke eingeschüchtert und die Waffen in der Tekke entwendet. 2010 wurden endgültig einige Bereiche mit Gewalt von den Sunniten übernommen.

## Bilder

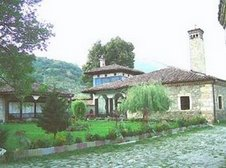
Die Harabati-Baba-Tekke, eine traditionelle Bektaschi-Sufi-Loge.
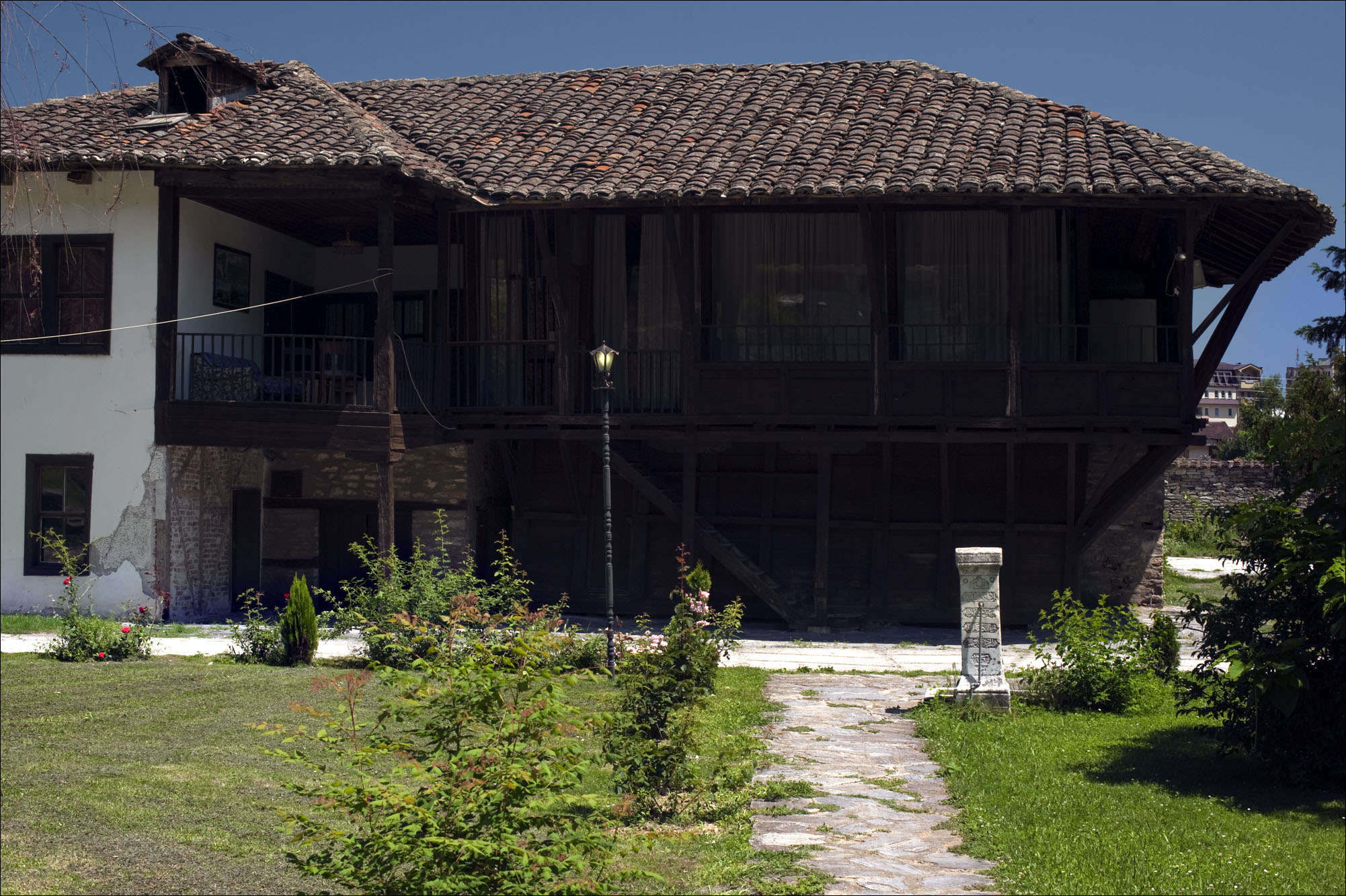
Seitenansicht der Arabati-Baba-Tekke
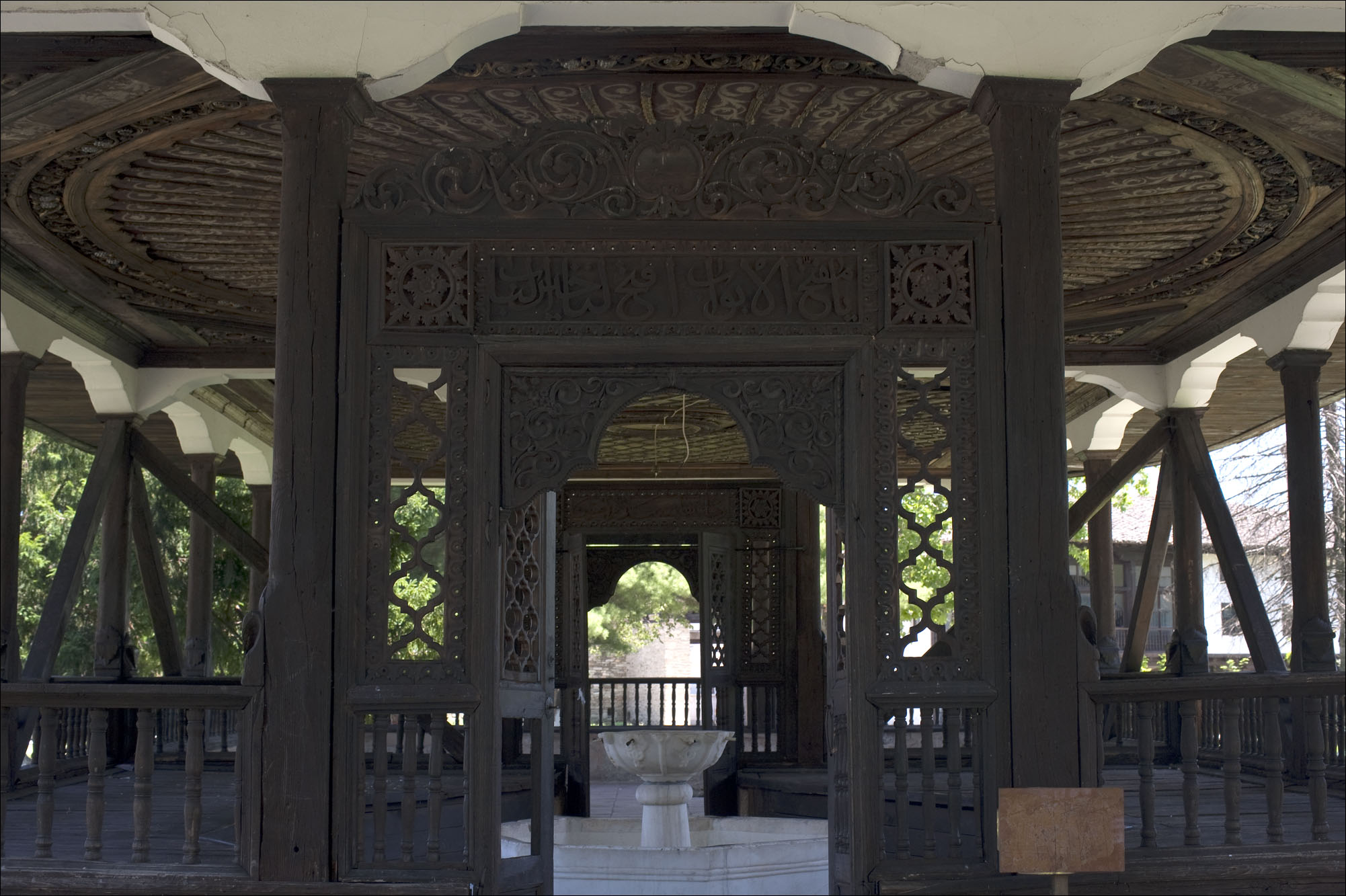
Innenraum der Arabati-Baba-Tekke
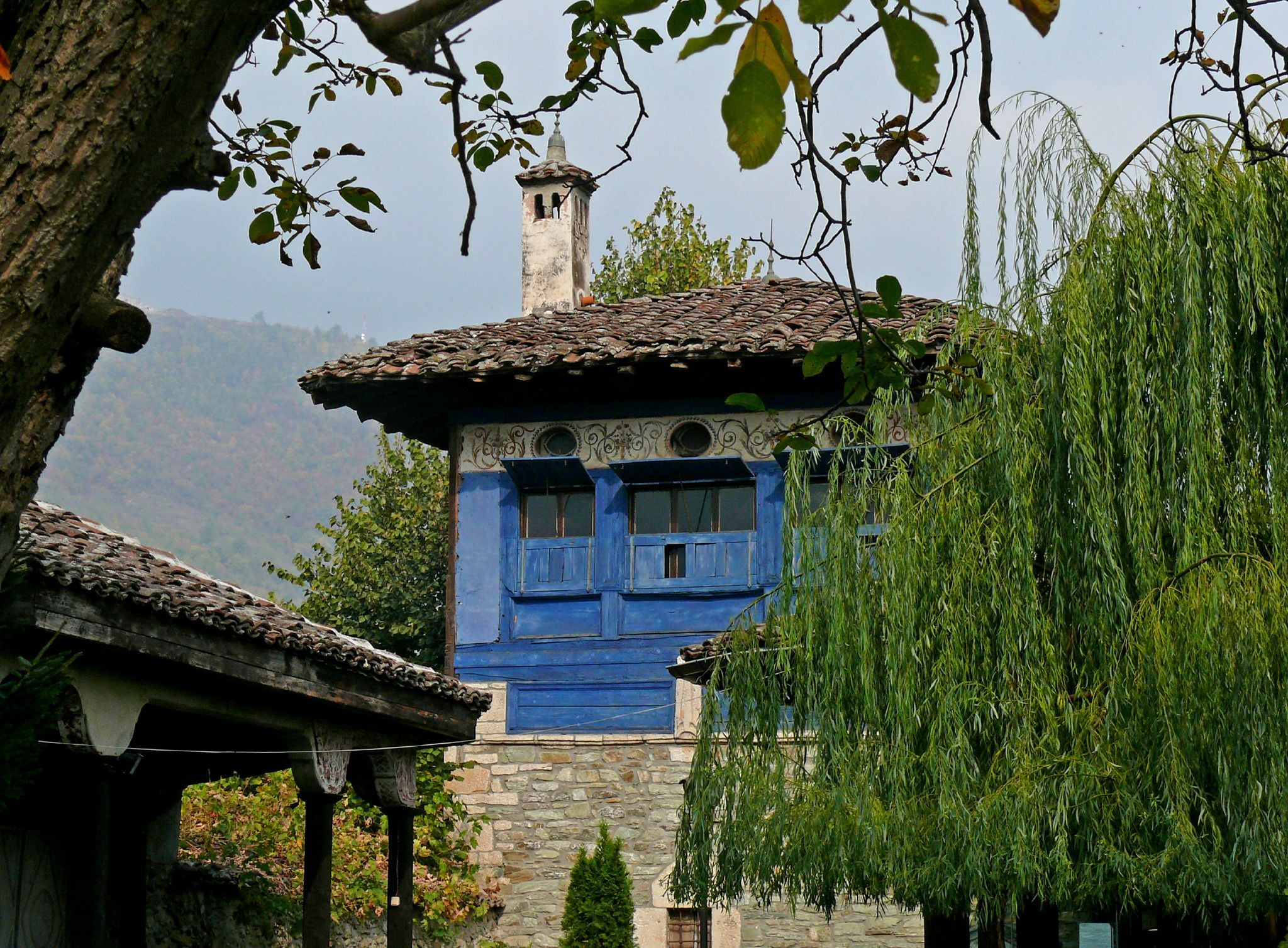
Vorderansicht der Arabati-Baba-Tekke
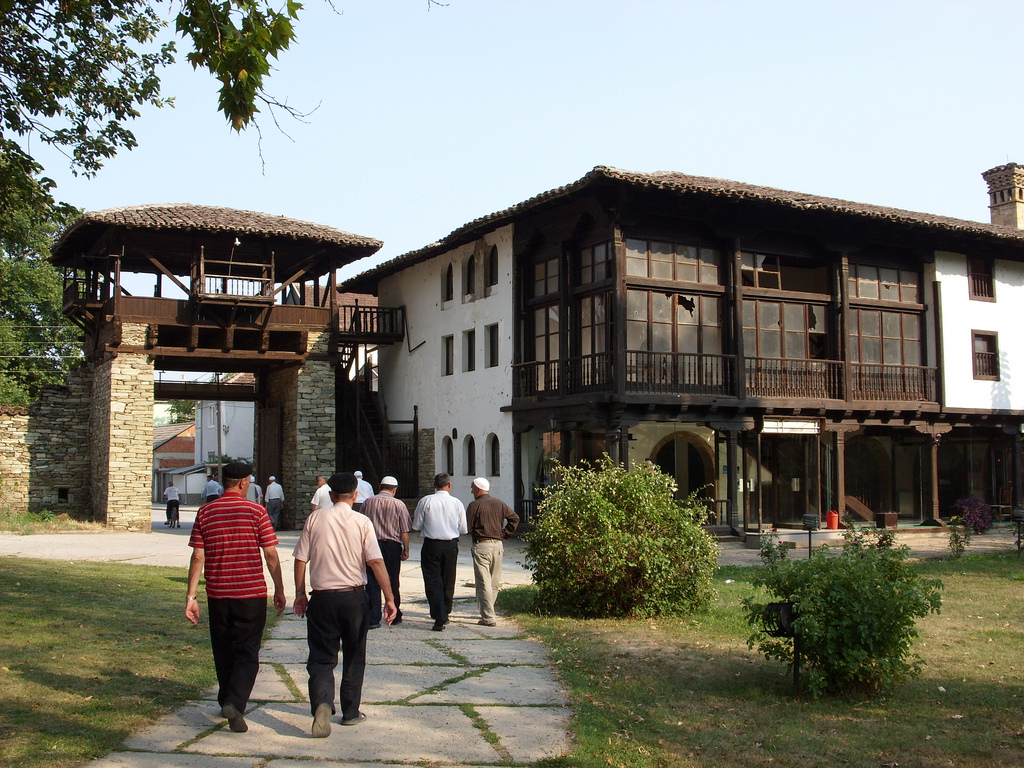
Hoftor der Tekke